# هاکوب سیرونی
هاکوب آراکلی سیرونی (ارمنی: Հակոբ Առաքելի Սիրունի؛  زادهٔ ۶ آوریل ۱۸۹۰ - درگذشته ۷ آوریل ۱۹۷۳)، تاریخ‌نگار، نویسنده، پژوهشگر ادبی، خاورشناس، ارمنی‌شناس و روزنامه‌نگار نظر اهل ارمنستان بود.

## زندگی‌نامه
وی در ۶ آوریل ۱۸۹۰ در آداپازاری به دنیا آمد و در دبیرستان ارمنی گتروناگان تحصیل نمود و سپس در بین سال‌های ۱۹۰۹ تا ۱۹۱۳ تحصیلات عالیه خویش را در دانشگاه استانبول ادامه داد.  وی در ۷ آوریل ۱۹۷۳ در سن ۸۳ سالگی در بخارست درگذشت.